# هيشيمو إيفانز
هيشيمو إيفانز (بالإنجليزية: Heshimu Evans)‏ مواليد 8 مايو 1975، هو لاعب كرة سلة أمريكي سابق. بدأ مسيرته الاحترافية في سنة 1999. يبلغ طوله 6 قدم 6 بوصة (2.0 م). اعتزل اللعب في 2013.

## المسيرة الاحترافية
لعب مع إلان شالون في الدوري الفرنسي في سنة 1999، ثم لعب مع سبورتينغ لشبونة في سنة 2002، ثم لعب مع أوفارينسي لكرة السلة في سنة 2003.

## روابط خارجية
- هيشيمو إيفانز على موقع الاتحاد الدولي لكرة السلة (الإنجليزية)
- هيشيمو إيفانز على موقع الدوري الإسباني لكرة السلة (الإسبانية)
- هيشيمو إيفانز على موقع كرة السلة الأوروبية.كوم (الإنجليزية)
- هيشيمو إيفانز على موقع كلية كرة السلة في سبورتس رفرنس.كوم (الإنجليزية)
- هيشيمو إيفانز على موقع ريلجم (الإنجليزية)
- هيشيمو إيفانز على موقع بروبوليرز (الإنجليزية)
- هيشيمو إيفانز على موقع سبورتس رفرنس (الإنجليزية)